# Ceratomansa spinifrons
Ceratomansa spinifrons är en stekelart som först beskrevs av Brulle 1846.  Ceratomansa spinifrons ingår i släktet Ceratomansa och familjen brokparasitsteklar. Inga underarter finns listade i Catalogue of Life.